# Вартель, Франсуа
Пьер Франсуа Вартель (фр. Pierre François Wartel; 3 апреля 1806, Версаль, Франция — август 1882, Париж, Франция) — французский оперный певец (тенор) и музыкальный педагог.

## Биография
С 1825 года учился в Парижской консерватории у Галеви, затем до 1828 году обучался в школе религиозной музыки Шорона, при этом окончил в итоге и консерваторию тоже. На оперной сцене впервые выступил в 1829 году и тогда же получил признание. 
С 1831 года солировал в Парижской опере, параллельно беря уроки у своего коллеги Нурри. Известен как первый исполнитель партии дона Гаспара в «Фаворитке» Доницетти, ряда произведений Берлиоза и др. С песнями Шуберта часто выступал в сольных концертах, давал концерты в Берлине, Праге и Вене. Также на концертах исполнял старинную музыку. 
После 1842 года Вартель решил посвятить себя преподаванию. Во второй половине XIX века считался одним из лучших вокальных педагогов. Согласно дневнику Марии Башкирцевой, 14 июля 1876 г. она проходила прослушивание у Вартеля, которого она называет «первым парижским профессором». Из русских певиц у Вартеля брала уроки также Александра Крутикова. Среди других учениц Вартеля наиболее известны Кристина Нильсон и Селия Требелли.
Жена Вартеля — пианистка, композитор и музыковед Тереза Вартель. Их сын Эмиль (1834-1907) пел в качестве баса в Лирическом театре (с 1857 по 1870 год), а затем основал собственную школу пения.